# Jardin de Reuilly - Paul-Pernin
Le jardin de Reuilly devenu le jardin de Reuilly - Paul-Pernin est un espace vert du 12e arrondissement de Paris, en France, dont la conception est l'œuvre des concepteurs Pierre Colboc, architecte et François-Xavier Mousquet, Philippe Thomas et Thierry Louf, paysagistes (agence Paysages).

## Situation et accès

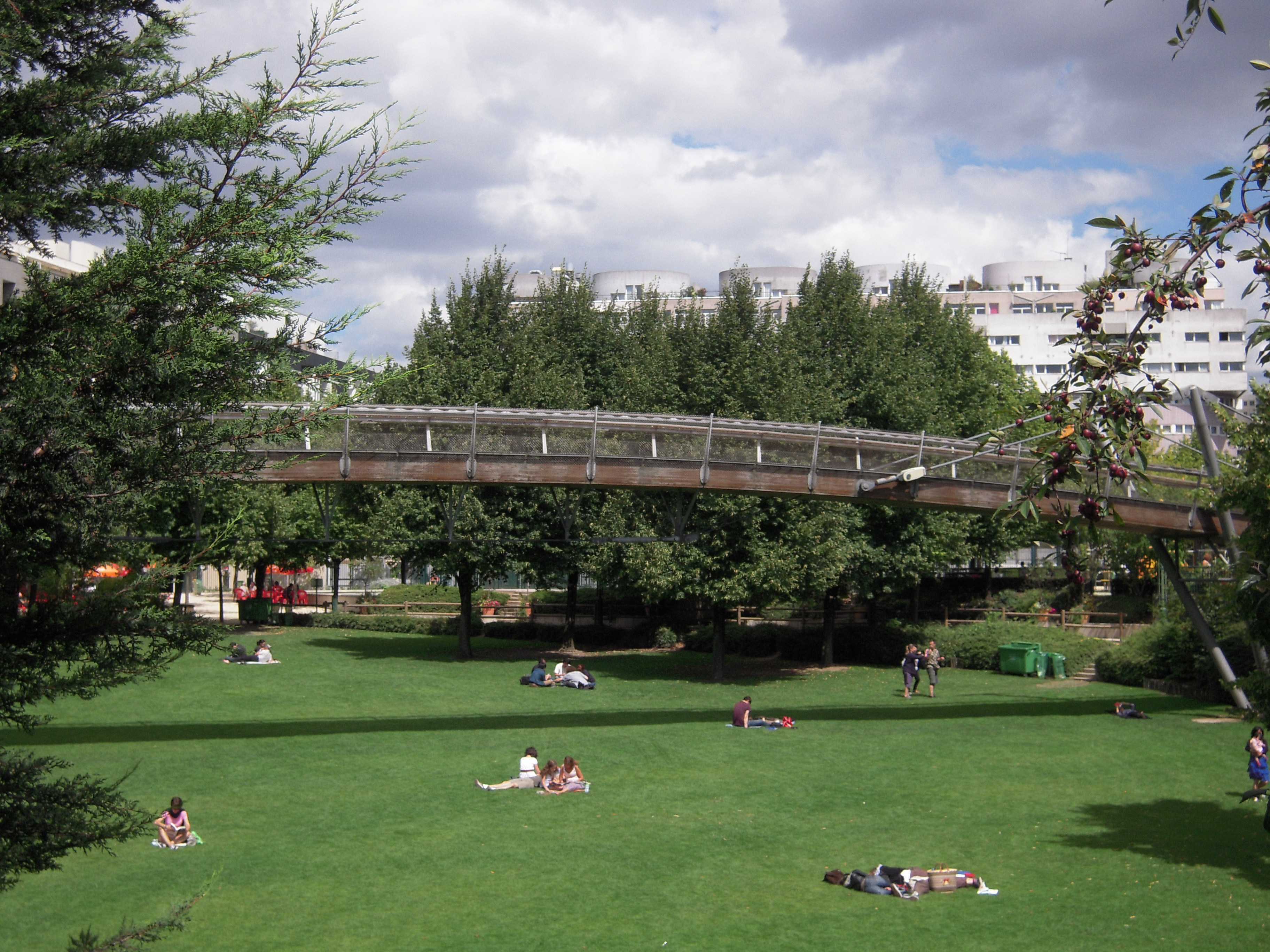
La passerelle André Léo.

Le jardin est situé à l'intersection de l'avenue Daumesnil et de la rue de Charenton, juste en face de la mairie du 12e arrondissement de Paris, au débouché de la rue Montgallet. L'avenue Daumesnil le borde au sud et la rue de Charenton au sud-ouest. À l’ouest et au nord, le jardin est longé par la rue Jacques-Hillairet, à l'est par la rue Albinoni. Le jardin a officiellement pour adresse le 15, rue Albinoni.
Le jardin de Reuilly est l'un des quatre espaces verts qui sont reliés par la Promenade plantée (avec le jardin Hector-Malot, le jardin de la gare de Reuilly et le square Charles-Péguy). Il se situe à peu près au milieu de la promenade, entre la partie aérienne conçue au-dessus du viaduc des Arts, à l'ouest, et la partie en tranchée, à l'est.
Le jardin de Reuilly a donné son nom à l’un des conseils de quartier du 12e arrondissement. 
Il est desservi par la ligne 8 à la station Montgallet.

## Caractéristiques

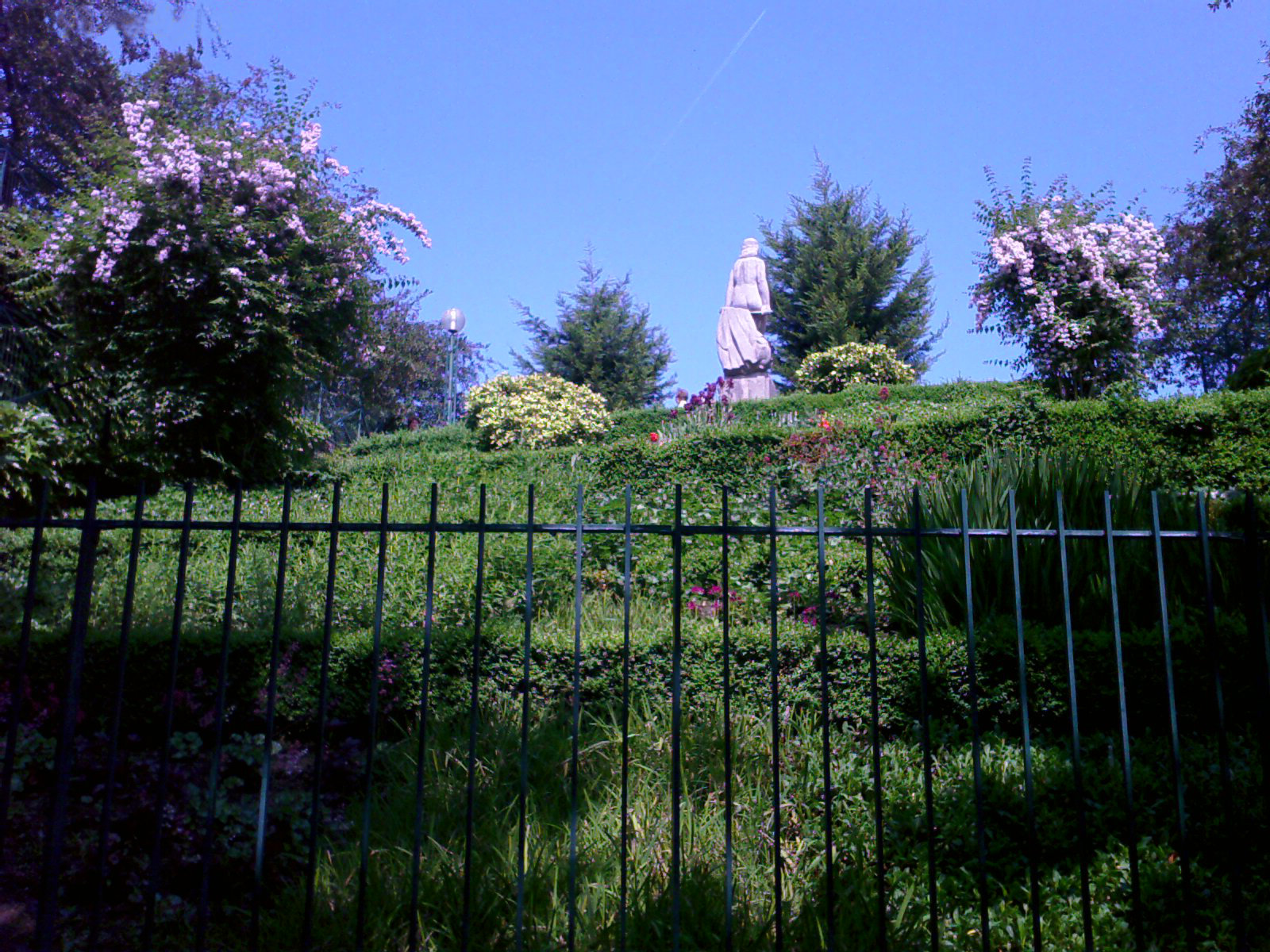
Vue depuis l'avenue Daumesnil.

Avec 15 200 m2, le jardin de Reuilly est le troisième plus grand espace vert du 12e arrondissement de Paris, après le bois de Vincennes et le parc de Bercy. La majeure partie du jardin est constituée d'une large pelouse semi-circulaire en pente douce de 4 200 m2, autour de laquelle sont disposés de petits jardins à thème. La pelouse est surplombée par la passerelle André-Léo, conçue par l'architecte Pierre Colboc et l'ingénieur Ghassan Tayoun, qui permet à la Promenade plantée de la franchir. L'architecte dessine les abords du jardin, en pied d'immeuble et également l'escalier qui relie le quartier bas, depuis la rue de Charenton au jardin de Reuilly et au quartier haut sur l'esplanade Montgallet. Dans le projet d'origine, un mur d'eau devait couler devant le grand mur de soutènement en pierres de meulière de la rue de Charenton. Ce sont également des meulière récupérées sur le chantier de démolition qui ont été réemployées dans la partie « grotte » du jardin, avec un dessin qui rappelle le parc Güell de Gaudí à Barcelone. Juste au-dessus de la grotte, sur la place de la rue Jacques-Hillairet, l'architecte propose d'installer un cadran solaire, et la création est confiée à Régine et Jean-Loup Doucet.
Les statues : Amazone de Georges Chauvel, La Danse de Charles Malfray, un Nu féminin de Naoum Aronson et un second Nu féminin de Raymond Delamarre, également nommé Aux peuples opprimés,, disposées en cercle autour de la pelouse, ont été soigneusement choisies par l'architecte après une visite dans les réserves de la Direction des parcs et jardins de la Ville de Paris, la DPJEV.
Depuis septembre 2010, le jardin de Reuilly abrite également une fontaine distribuant à la fois de l'eau plate et de l'eau pétillante.

## Historique
En 1988, un concours est lancé par la SEMAEST pour aménager un jardin sur les anciens terrains de la gare de Reuilly. À l'issue de cette consultation, l'architecte Pierre Colboc est désigné pour concevoir le jardin et ses abords immédiats du quartier de Reuilly, alors en pleine restructuration. Le chantier commence en 1989. La réhabilitation du viaduc des Arts et l'aménagement de la coulée verte suivent quelques années plus tard la création de la passerelle et du jardin de Reuilly.
Le jardin de Reuilly a été renommé « jardin de Reuilly - Paul-Pernin » en l’honneur de Paul Pernin (1914-2006), qui fut maire du 12e arrondissement (1983-1995). L’inauguration de la nouvelle appellation a eu lieu le 13 février 2014 en présence du maire de Paris, Bertrand Delanoë.